# جائزة لوريوس الرياضية العالمية لفريق العام
جائزة لوريوس الرياضية العالمية لرياضي العام: هي جائزة يتم منحها سنويا إلى الرياضيين الذين كانوا ضمن القائمة خلال السنة السابقة، [1] وأنشئت لوريوس العالمية الرياضية في عام 1999 من قبل المؤسسين دايملر وريتشمونت وبدعم من قبل شركائها العالميين مرسيدس بنز، أي دبليو سي شافهاوزن، وفودافون، وعقد المهرجان الأول في 25 مايو 2000 في مدينة مونتي كارلو، بعد ذلك بعامين تم إطلاق جوائز لوريوس الرياضية العالمية في موناكو وكان الأمير ألبرت المضيف الرسمي وبحضور نيلسون مانديلا كضيف شرف.
جائزة لوريوس العالمية
معلومات عامة
نوع الجائزة
جائزة رياضية عدل القيمة على Wikidata
المضيف
باز فيغا عدل القيمة على Wikidata
أول جائزة
1999 عدل القيمة على Wikidata
موقع الويب
laureus.com… عدل القيمة على Wikidata
عملية الاختيار تتم على مرحلتين، أولا لجنة اختيار من الشركات العالمية الرائدة في الألعاب الرياضية الكتاب والمحررين والمذيعين من الأصوات أكثر من 80 بلدا لإنشاء قائمة مختصرة من ستة ترشيحات في كل فئة. ويتم رصد عملية التصويت من قبل مدققي الحسابات المستقلين برايس ووترهاوس كوبرز عن التصويت ثم يقوم أعضاء الأكاديمية لوريوس العالمية الرياضية عن طريق الاقتراع السري لاختيار الفائزين بالجائزة.
ويعتبر لاعب التنس السويسري روجر فيدرير[2] صاحب الرقم القياسي بفوزه بالجائزة 5 مرات منها 4 مرات متتاليه وهذا يعتبر رقم قياسي
روجر فيدرير
ويعتبر اللاعب الأرجنتيني الدولي ليونيل ميسي[3] أول لاعب كرة قدم في العالم يحصل علي الجائزة في الألعاب الجماعية عام 2020
ليونيل ميسي
لجنة الاختيار الاعلامية تقوم بتحديد:
رياضي لوريوس العالمية لهذا العام
رياضية لوريوس العالمية لهذا العام
فريق لوريوس العالمي لهذا العام
شخصية لوريوس الرياضية الجديدة لهذا العام
شخصية لوريوس الرياضية العائدة من جديد
هناك فئتان من صوتوا لصالح الفريق المتخصص:
رياضي لوريوس العالمي لهذا العام، اختارت لجنة من الشركات العالمية الرائدة في الصحافيون الرياضيون البديلة
رياضي لوريوس ذو الإعاقة العالمي لهذا العام، التي يشرف عليها اللجنة التنفيذية للجنة الأولمبية الدولية للمعاقين.
ويتم اختيار ثلاثة يكرم غيرها من الرعاة المؤسسين والأكاديمية.
جائزة لوريوس إنجاز العمر
جائزة لوريوس الرياضة من أجل الخير
جائزة لوريوس للروح الرياضية (منذ 2005)